# Taríka
Taríka (arabsky طريقة – „cesta, způsob“) je súfistický řád či bratrstvo. Původně v súfismu slovo taríka znamenalo promyšlenou cestu k Pravdě a až později systém duchovních cvičení, askeze a zbožnosti.

## Charakteristika
Výše zmíněná „cesta“ znamená nejen vzestup do spirituálních výšin, ale i poznání sebe sama, protože „jen ten, kdo zná sebe, zná i svého Pána“.
Novic řádu, tedy ten, kdo se vydává na zmíněnou cestu, se jmenuje muríd. Jeho mistr se jmenuje šajch. Novic se učí a cvičí 3 roky. Po přijetí dostane adept řádový oděv – chirku a pokrývku hlavy. Stává se dervišem (žebrák, ten, co si otírá hlavu o dveře) nebo fakírem (chudý). Členové taríky se obvykle žení, žijí s rodinou a věnují se svému zaměstnání. V řádovém domě tráví jen 40 dní ročně. Tam se účastní obřadu zvaného „zikr“.
Tarík v islámu vzniklo asi 300, některé jako větve větších bratrstev; dnes je tarík cca 70 až 80. Ve 12. století byly taríky důležitými společenskými organizacemi. V 15. a 16. století zažívaly zlatý věk. Přispívaly k šíření islámu.

## Typy tarík
- idrííja/idrísovská taríka (souhrnné označení pro různá súfická bratrstva a školy, které založili žáci Ahmada ibn Idríse)
- čištíja
- bektašíja
- kádiríja (založena po smrti Abd al-Kádira al-Džíláního v Bagdádu jeho stoupenci; je známá zvláštními rituály; sehrála důležitou roli v bojích v severní Africe)
- mauláwíja
- kalandaríja (taríka potulných dervišů; členové si holili bradu, hlavu a obočí)